# España en los Juegos Olímpicos de Sídney 2000
España estuvo representada en los Juegos Olímpicos de Sídney 2000 por una delegación de 323 deportistas (218 hombres y 105 mujeres) que participaron en 22 deportes. El portador de la bandera en la ceremonia de apertura fue el waterpolista Manuel Estiarte (olímpico por sexta vez consecutiva, máximo goleador en el torneo de waterpolo de tres JJ. OO. y medalla de oro en Atlanta 1996).
Responsable del equipo olímpico fue el Comité Olímpico Español (COE), así como las federaciones deportivas nacionales de cada deporte con participación.
En estos Juegos se cosecharon 11 medallas (tres oros, tres platas y cinco bronces), además de los 43 diplomas olímpicos; 6 medallas menos que en los Juegos anteriores y 11 menos que en Barcelona 1992, por lo que se habló de un «fracaso en el deporte español». En los llamados «Juegos del Milenio», los últimos de Juan Antonio Samaranch como presidente del COI, sólo tres medallistas españoles de Atlanta repitieron trofeo en la capital australiana: Isabel Fernández consiguió en yudo el oro que se le había resistido cuatro años antes; en el cuadrilátero, el boxeador Rafael Balita Lozano cambió el bronce de 1996 por una plata, y la selección masculina de balonmano repitió bronce al ganar el partido por el tercer lugar ante Yugoslavia.

## Medallas
El equipo olímpico español consiguió durante los Juegos las siguientes medallas:
| Nombre                     | Deporte             | Competición       | Fecha            |
| -------------------------- | ------------------- | ----------------- | ---------------- |
| Oro                        |                     |                   |                  |
| Joan Llaneras Roselló      | Ciclismo de pista   | Carrera de puntos | 20 de septiembre |
| Gervasio Deferr            | Gimnasia artística  | Salto de potro    | 25 de septiembre |
| Isabel Fernández Gutiérrez | Judo                | –57 kg            | 18 de septiembre |
| Plata                      |                     |                   |                  |
| Rafael Lozano Muñoz        | Boxeo               | Minimosca (48 kg) | 30 de septiembre |
| Equipo                     | Fútbol              | Torneo masculino  | 30 de septiembre |
| Gabriel Esparza Pérez      | Taekwondo           | –56 kg            | 27 de septiembre |
| Bronce                     |                     |                   |                  |
| María del Monte Vasco      | Atletismo           | 20 km marcha      | 28 de septiembre |
| Equipo                     | Balonmano           | Torneo masculino  | 30 de septiembre |
| Margarita Fullana Riera    | Ciclismo de montaña | Campo a través    | 23 de septiembre |
| Nina Zhivanevskaya         | Natación            | 100 m espalda     | 18 de septiembre |
| Àlex Corretja Albert Costa | Tenis               | Dobles masculino  | 27 de septiembre |

### Por deporte
| Evento    | Oro | Plata | Bronce | Total |
| --------- | --- | ----- | ------ | ----- |
| Atletismo | 0   | 0     | 1      | 1     |
| Balonmano | 0   | 0     | 1      | 1     |
| Boxeo     | 0   | 1     | 0      | 1     |
| Ciclismo  | 1   | 0     | 1      | 2     |
| Fútbol    | 0   | 1     | 0      | 1     |
| Gimnasia  | 1   | 0     | 0      | 1     |
| Judo      | 1   | 0     | 0      | 1     |
| Natación  | 0   | 0     | 1      | 1     |
| Taekwondo | 0   | 1     | 0      | 1     |
| Tenis     | 0   | 0     | 1      | 1     |
| TOTAL     | 3   | 3     | 5      | 11    |

## Diplomas olímpicos
En total se consiguieron 43 diplomas olímpicos en diversos deportes, de estos 11 correspondieron a diploma de cuarto puesto, 9 de quinto, 7 de sexto, 9 de séptimo y 7 de octavo.
| Nombre | Deporte               | Competición                   | Fecha                       |
| --- | --------------------- | ----------------------------- | --------------------------- |
| 4.° |                       |                               |                             |
| Valentí Massana | Atletismo             | 50 km marcha                  | 29 de septiembre            |
| Abraham Olano | Ciclismo en ruta      | Contrarreloj                  | 30 de septiembre            |
| José Antonio Hermida | Ciclismo de montaña   | Campo a través                | 24 de septiembre            |
| Esther Moya Salvador | Gimnasia artística    | Salto de potro                | 24 de septiembre            |
| Esther Moya Salvador | Gimnasia artística    | Suelo                         | 25 de septiembre            |
| Esther Moya Salvador Laura Martínez Ruiz Sara Moro de Faes Susana García Escrich Marta Cusidó Muntada Paloma Moro López-Menchero | Gimnasia artística    | Concurso por equipos          | 19 de septiembre            |
| Equipo | Hockey sobre hierba   | Torneo femenino               | 29 de septiembre            |
| David Mascato García José Alfredo Bea                                                                                            | Piragüismo            | C2 500 m                      | 1 de octubre                |
| Neus Garriga Turón | Vela                  | Europa                        | 29 de septiembre            |
| Santiago López-Vázquez Javier de la Plaza                                                                                        | Vela                  | 49er                          | 25 de septiembre            |
| Equipo | Waterpolo             | Torneo masculino              | 1 de octubre                |
| 5.° |                       |                               |                             |
| Luis Miguel Martín | Atletismo             | 3000 con obstáculos           | 29 de septiembre            |
| Joane Somarriba | Ciclismo en ruta      | Contrarreloj                  | 30 de septiembre            |
| Laura Martínez Ruiz | Gimnasia artística    | Salto de potro                | 24 de septiembre            |
| Juan Antonio Jiménez (Guizo) Rafael Soto Andrade (Invasor) Lluis Lucio Pérez (Aljarafe) Beatriz Ferrer-Salat (Beauvalais)        | Hípica                | Doma por equipos              | 26 de septiembre            |
| Úrsula Martín Oñate | Judo                  | –70 kg                        | 20 de                       |
| Juan Carlos Ferrero | Tenis                 | Masculino individual          | 25 de septiembre            |
| Arantxa Sánchez Vicario | Tenis                 | Femenino individual           | 24 de septiembre            |
| Iván Raña | Triatlón              | Masculino                     | 17 de septiembre            |
| Francisco Javier Bosma Fabio Díez Steinaker                                                                                      | Vóley playa           | Torneo masculino              | 24 de septiembre septiembre |
| 6.° |                       |                               |                             |
| Martín Fiz | Atletismo             | Maratón                       | 1 de octubre                |
| Eliseo Martín | Atletismo             | 3000 con obstáculos           | 29 de septiembre            |
| Manuel Martínez | Atletismo             | Peso                          | 22 de septiembre            |
| José Antonio Villanueva | Ciclismo en pista     | Velocidad                     | 20 de septiembre            |
| Nina Zhivanevskaya | Natación              | 200 m espalda                 | 22 de septiembre            |
| Jovino González Comesaña | Piragüismo            | K1 500 m                      | 1 de octubre                |
| Natalia Vía-Dufresne Sandra Azón Canalda                                                                                         | Vela                  | 470                           | 28 de septiembre            |
| 7.° |                       |                               |                             |
| Andrés Manuel Díaz | Atletismo             | 1500 m                        | 29 de septiembre            |
| Francisco Javier Fernández | Atletismo             | 20 km marcha                  | 22 de septiembre            |
| María Teodora Ruano | Ciclismo en pista     | Carrera por puntos            | 21 de septiembre            |
| Josefa Pérez Carmona | Halterofilia          | –63 kg                        | 19 de septiembre            |
| Enrique Sarasola (Super Djarvis) José Ramón Beca (Perseus II) Jaime Matossian Osorio (New Venture)                               | Hípica                | Concurso completo por equipos | 22 de septiembre            |
| Fernando González Pérez | Judo                  | –90 kg                        | 20 de septiembre            |
| Ernesto Pérez Lobo | Judo                  | +100 kg                       | 22 de septiembre            |
| María Lourdes León | Judo                  | –52 kg                        | 17 de                       |
| María Isabel García Belén Sánchez Jiménez                                                                                        | Piragüismo            | K2 500 m                      | 1 de octubre septiembre     |
| 8.° |                       |                               |                             |
| Juan Carlos Higuero | Atletismo             | 1500 m                        | 29 de septiembre            |
| Santos González | Ciclismo en ruta      | Contrarreloj                  | 30 de septiembre            |
| Gemma Mengual Paola Tirados | Natación sincronizada | Dúo                           | 26 de septiembre            |
| Beatriz Manchón Portillo Ana María Penas Izaskun Aramburu Belén Sánchez Jiménez                                                  | Piragüismo            | K4 500 m                      | 30 de septiembre            |
| Ireane Ruiz Arévalo | Taekwondo             | +67 kg                        | 30 de septiembre            |
| María del Carmen Vaz | Vela                  | Mistral                       | 24 de septiembre            |
| José María van der Ploeg Rafael Trujillo Villar                                                                                  | Vela                  | Star                          | 30 de septiembre            |

## Participantes por deporte
De los 28 deportes (37 disciplinas) reconocidos por el COI en los Juegos Olímpicos de verano, se contó con representación española en 22 deportes (30 disciplinas): en bádminton, béisbol, lucha, pentatlón moderno, sóftbol y tenis de mesa no se obtuvo la clasificación.
| N.º | Deporte                        | H   | M   | T   |
| 1   | Atletismo                      | 34  | 24  | 58  |
| 2   | Bádminton                      | 0   | 0   | 0   |
| 3   | Baloncesto                     | 12  | 0   | 12  |
| 4   | Balonmano                      | 15  | 0   | 15  |
| 5   | Béisbol                        | 0   | –   | 0   |
| 6   | Boxeo                          | 1   | –   | 1   |
| 7   | Ciclismo en ruta               | 5   | 3   | 8   |
| 7   | Ciclismo en pista              | 9   | 1   | 10  |
| 7   | Ciclismo de montaña            | 2   | 2   | 4   |
| 8   | Esgrima                        | 4   | 0   | 4   |
| 9   | Fútbol                         | 18  | 0   | 18  |
| 10  | Gimnasia artística             | 6   | 6   | 12  |
| 10  | Gimnasia rítmica               | –   | 8   | 8   |
| 10  | Gimnasia en trampolín          | 0   | 0   | 0   |
| 11  | Halterofilia                   | 1   | 2   | 3   |
| 12  | Hípica                         | 10  | 1   | 11  |
| 13  | Hockey                         | 16  | 16  | 32  |
| 14  | Judo                           | 5   | 7   | 12  |
| 15  | Lucha                          | 0   | 0   | 0   |
| 16  | Natación                       | 12  | 11  | 23  |
| 16  | Natación sincronizada          | –   | 2   | 2   |
| 16  | Saltos                         | 3   | 2   | 5   |
| 16  | Waterpolo                      | 13  | 0   | 13  |
| 17  | Pentatlón moderno              | 0   | 0   | 0   |
| 18  | Piragüismo en aguas tranquilas | 5   | 6   | 11  |
| 18  | Piragüismo en eslalon          | 5   | 1   | 6   |
| 19  | Remo                           | 4   | 0   | 4   |
| 20  | Sóftbol                        | –   | 0   | 0   |
| 21  | Taekwondo                      | 2   | 2   | 4   |
| 22  | Tenis                          | 4   | 3   | 7   |
| 23  | Tenis de mesa                  | 0   | 0   | 0   |
| 24  | Tiro                           | 2   | 2   | 4   |
| 25  | Tiro con arco                  | 0   | 1   | 1   |
| 26  | Triatlón                       | 3   | 1   | 4   |
| 27  | Vela                           | 13  | 4   | 17  |
| 28  | Voleibol                       | 12  | 0   | 12  |
| 28  | Vóley playa                    | 2   | 0   | 2   |
|     | TOTAL                          | 218 | 105 | 323 |